# Universidade Regional do Noroeste do Estado do Rio Grande do Sul
A Universidade Regional do Noroeste do Estado do Rio Grande do Sul (UNIJUÍ) é uma instituição pública não-estatal e multicampi, localizada na região Noroeste do Estado do Rio Grande do Sul. A universidade é atualmente administrada pela Fundação de Integração, Desenvolvimento e Educação do Noroeste do Estado (FIDENE). A reitoria localiza-se no município de Ijuí.
A instituição é enquadrada no que descreve a lei nº 12.881/2013, tendo acesso a editais e direito à fomento direcionado às instituições públicas, assim como receber recursos orçamentários do poder público para seu desenvolvimento. Sua natureza de direito civil também lhe permite receber recursos diretamente de fontes privadas, desde que tais recursos sejam sem fins lucrativos, apenas para desenvolvimento próprio. A UNIJUÍ atualmente faz parte da Associação Brasileira das Universidades Comunitárias (ABRUC).

## História
Em 28 de junho de 1985 a UNIJUÍ iniciava suas atividades como Instituição de Ensino Superior, chamada Universidade de Ijuí. A portaria publicada no Diário Oficial da União nessa data, pelo então ministro da Educação, Marco Maciel, reconhecia o caráter de Universidade à UNIJUÍ, batizada por Tancredo Neves como "primeira universidade da Nova República". Em 20 de outubro do mesmo ano, acontecia a solenidade oficial de instalação da UNIJUÍ, realizada na Sociedade Ginástica de Ijuí, com a presença do ministro.
A trajetória pioneira da UNIJUÍ é marcada pelo compromisso com a realidade regional, princípio herdado dos Frades Menores Capuchinhos, que junto de lideranças regionais buscaram alternativas para a oferta de Ensino Superior na região. A instalação da Faculdade de Filosofia, Ciências e Letras de Ijuí (FAFI), em 16 de março de 1957, consolida o empenho e compromisso do grupo instituidor. Em 1969, por meio de escritura pública, o patrimônio da FAFI passa à Fundação de Integração, Desenvolvimento e Educação do Noroeste do Estado (FIDENE), que hoje mantém a UNIJUÍ, o Museu Antropológico Diretor Pestana (MADP), a Escola de Educação Básica Francisco de Assis (EFA), o Instituto de Políticas Públicas e Desenvolvimento Regional (IPD) e a Rádio Televisão Educativa UNIJUÍ (RTVE).
Em 1993, mais um fato marcante na história da UNIJUÍ. Após a formalização do caráter regional e multicampi, transforma-se na Universidade Regional do Noroeste do Estado do Rio Grande do Sul, ampliando posteriormente seu reconhecimento regional com os campi de Ijuí, Panambi, Santa Rosa e Três Passos. Sua área de atuação compreende 60 municípios das regiões Noroeste Colonial e Fronteira Noroeste. De pouco mais de 4 mil alunos, hoje são cerca de 12 mil acadêmicos (2005) dispondo do compromisso da UNIJUÍ de produzir, transmitir e difundir o conhecimento.

## Campi
A UNIJUÍ possui os seguintes campi:
- Campus de Ijuí;
- Campus de Santa Rosa;
- Campus de Panambi;
- Campus de Três Passos.